# Roraima-supergroep

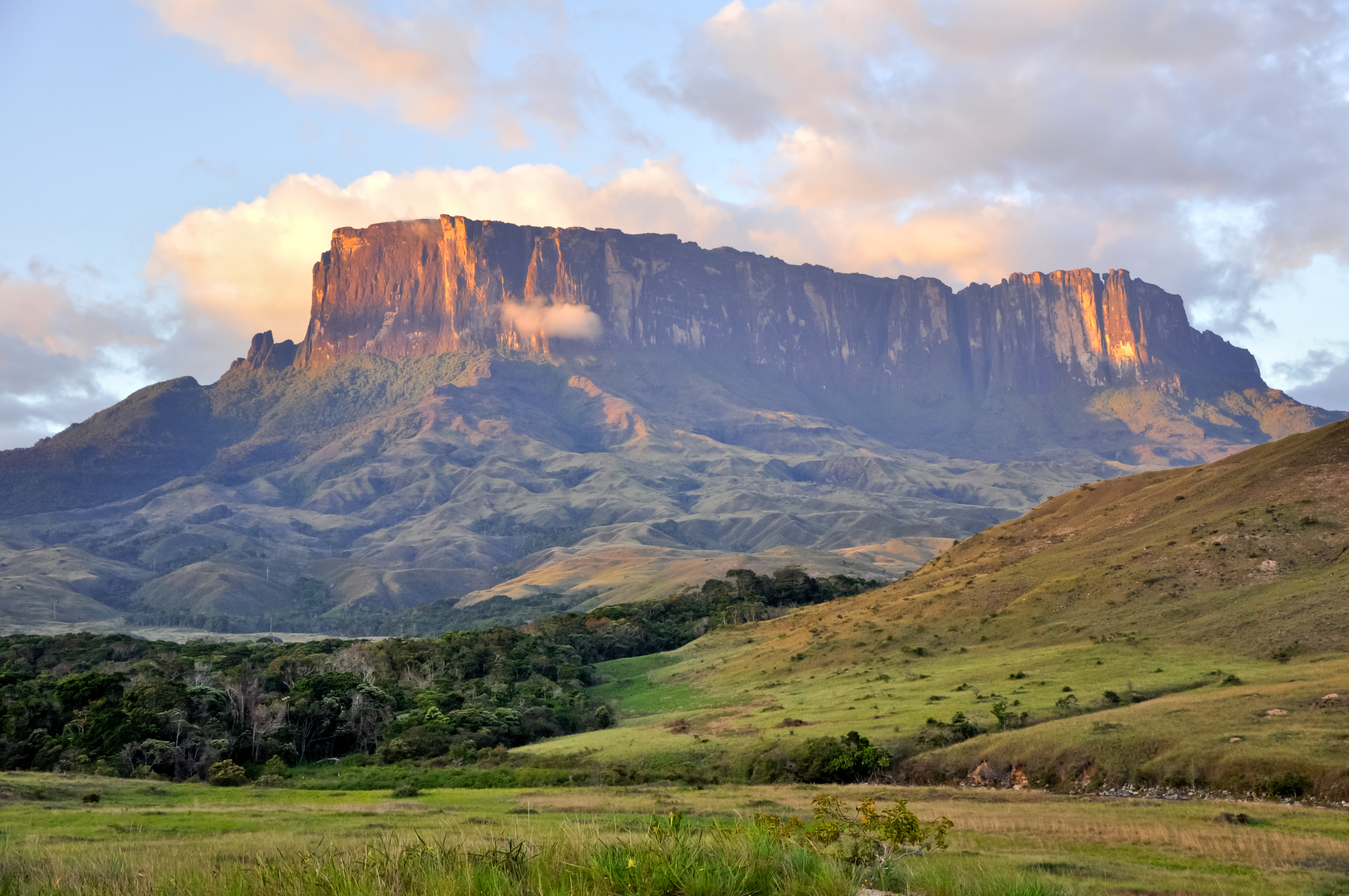
De Roraima-tafelberg in Venezuela, typelocatie van de Supergroep

De Roraima-supergroep (voorheen: Roraima-formatie) is een geologische supergroep van precambrische (paleoproterozoische) sedimenten die aan het oppervlak ontsloten is in het noordoosten van Zuid-Amerika in het Hoogland van Guyana.

## Geologie
Het noorden van Zuid-Amerika wordt gekenmerkt door de aanwezigheid van het Guyanaschild, een stuk kraton daterend uit het Precambrium (meer dan 600 miljoen jaar (Ma) oud). Dit Guyanaschild heeft metamorfose, gebergtevorming en intrusies van stollingsgesteente ondergaan. Tijdens het Paleoproterozoicum werd concordant op dit geplooide stuk aardkorst een opeenvolging van zandstenen, schalies en conglomeraten afgezet. Aangenomen wordt dat dit in brak water is gebeurd.  Tegenwoordig neemt men aan dat de formatie in verschillende fases tot stand is gekomen. In Suriname is de Tafelberg Formatie, genoemd naar de typelocaliteit Tafelberg, onderdeel van de Roraima-supergroep.
De zandstenen zijn roze, geel en wittig van kleur, veroorzaakt door meer of minder kwarts en veldspaten in het gesteente. De schalies zijn roodgekleurd of zwart, een kleur die een hogere concentratie aan organisch materiaal aangeeft. De supergroep heeft een dikte van meer dan 2 km.

## Pollenparadox
In de jaren zestig van de twintigste eeuw werden pollen uit het krijt en tertiair gevonden in gesteentemonsters van de (toen) Roraima-fornatie, dit is in tegenspraak met de precambrische datering van dolerietgangen die de lagen doorsnijden. De pollenkorrels zijn dus na de afzetting van het sediment in de spleten ingewaaid.

## Ligging
Dagzomen van de Roraima-supergroep beslaan een groot deel van Guyana, en tevens delen van Suriname, Venezuela, Colombia en het noorden van Brazilië. De totale oppervlakte is ongeveer 450.000 km². In rivieren die de Roraimaformatie doorsnijden, zijn diamanten gevonden.
De formatie moet behalve in het gebied waar ze tegenwoordig dagzoomt verder naar het zuiden dan het noorden van Brazilië (Hoogland van Mato Grosso) afgezet zijn geweest, want daar worden nog tafelvormige bergen (zogenaamde mesa's) aangetroffen. Door verschillen in competentie tussen de formaties, steken deze bergen, zogenaamde tepui's, uit in het landschap.
Tegenwoordig loopt de supergroep vanaf de Tafelberg in Suriname via de Pacaraima-bergen in Centraal-Guyana door gedeelten van Venezuela en Colombia tot aan Noord-Brazilië. Enkele hoge bergen van de Roraima-supergroep zijn de Pico da Neblina (2994 m), de Roraima (2772 m), de Ayanganna (2134 m) en de Wokumung (2042 m).